# Charles Macpherson Dobell
Generalløjtnant Sir Charles Macpherson Dobell KCB, CMG, DSO (22. juni 1869 – 17. oktober 1954) var en canadisk soldat, som gjorde tjeneste i Royal Welch Fusiliers i British Army.

## Uddannelse
Dobell blev født i Quebec City som søn af Richard Reid Dobell, et medlem af det canadiske parlament og barnebarn af Senator Sir David Lewis Macpherson. Dobell blev uddannet på Rev. Canon Von Ifflands Private School, Quebec High School og Charterhouse School i England. Han fik eksamen fra Royal Military College of Canada (college #221) i 1890. Han var løjtnant i Hazara ekspeditionen i 1891 og var med i den and internationale styrke, som besatte øen Kreta, hvor han blev forfremmet til major. Han gjorde tjeneste i Boerkrigen, som han fik en Distinguished Service Order. Efter at have gjort tjeneste i Nigeria, blev han forfremmet til oberstløjtnant. Han gjorde tjeneste i Kina under Bokseropstanden. Han blev udnævnt til generalinspektør i den Vestafrikanske styrke med rang af brigadegeneral.
Under 1. Verdenskrig kæmpede han i Cameroun felttoget og blev senere forfremmet til generalløjtnant. Han gjorde tjeneste i den egyptiske ekspeditionsstyrke under Sinai og Palæstina-felttoget under general Sir Archibald Murray. I Foråret 1917 forsøgte briterne forgæves at erobre Gaza. Murrey lagde skylden for nederlagene på Dobell, hvilket dog ikke forhindrede at de begge blev udskiftet i 1917.
I nytårshæderslisten for 1915 blev han optaget i Sankt Mikaels og Sankt Georgs orden. Han blev også Knight Commander af Order of the Bath.